# Sign of Truth
Sign of Truth är det svenska power metal-bandet Dionysus debutalbum, utgivet i november 2002 på AFM Records och i Japan på Avalon månaden innan.

## Låtlista
1. "Time Will Tell" – 5:04
2. "Sign of Truth" – 5:32
3. "Bringer of Salvation" – 4:33
4. "Pouring Rain" – 5:20
5. "Anthem (for the Children)" – 5:36
6. "Holy War" – 5:24
7. "Don't Forget" – 6:03
8. "Walk on Fire" – 5:57
9. "Never Wait" – 5:47
10. "Loaded Gun" – 5:11

Bonusspår på den japanska utgåvan
1. "Key into the Past" – 5:23

## Medverkande
Musiker
- Olaf Hayer – sång
- Johnny Öhlin – gitarr
- Magnus "Nobby" Noberg – basgitarr
- Kaspar Dahlqvist – keyboard
- Ronny Milianowicz – trummor

Produktion
- Tobias Sammet – producent
- Andy Allendörfer – producent
- Nils Wasko – producent, mastering
- Norman Meiritz – inspelningstekniker
- Tommy Newton – mixning
- Thomas Holmstrand – omslagskonst
- Nicole Stolle – foto